# Inspector de policía (España)
Un inspector de policía es un funcionario de carrera del Cuerpo Nacional de Policía de España, perteneciente a la Escala Ejecutiva, escala que comparte con la categoría de inspector Jefe.

## Contexto legal
La Ley orgánica 2/86 de 13 de marzo en su artículo 17, establece que "la Escala Ejecutiva, con dos categorías (Inspector e Inspector Jefe), será de oposición libre y de promoción interna, en el porcentaje que reglamentariamente se determine, para la categoría inferior, y de promoción interna para la categoría superior.".
La Ley Orgánica 9/2015, de 28 de julio, de Régimen de Personal de la Policía Nacional, en su artículo 17 nos indica que el Cuerpo Nacional de Policía se estructura en escalas y dentro de esta en categorías. En la Escala Ejecutiva, encontramos dos Categorías: Primera (Inspector Jefe) y Segunda (Inspector).
Las Escalas Superior y Ejecutiva se clasifican ambas en el Grupo A, subgrupo A1.
Las categorías de Inspector e Inspector Jefe no guardan equivalencia con los rangos militares al contar con procesos de selección y de formación diferenciados. El ingreso en el Escala Ejecutiva de la Policía Nacional requiere del Título Oficial de Grado Universitario previo a la oposición, a diferencia de otros Cuerpos policiales o Fuerzas Armadas.

## Funciones
Según la Ley Orgánica 9/2015, de 28 de julio, de Régimen de Personal de la Policía Nacional, corresponde a los Policías Nacionales, según su pertenencia a las distintas escalas, ordenadas jerárquicamente por categorías, el desempeño de diferentes funciones, siendo las asignadas a la Escala Ejecutiva, el mando de los servicios policiales.

## Distintivos
|                                    |                               |                                          |                                     |
| Divisa de Inspector Jefe 1986-2014 | Divisa de Inspector 1986-2014 | Divisa de Inspector Jefe 2014-actualidad | Divisa de Inspector 2014-actualidad |

## Acceso
Artículo 25 de la Ley de Personal de la Policía Nacional nos indica:
- 1. El ingreso en la Policía Nacional se llevará a cabo conforme a los principios constitucionales de igualdad, mérito y capacidad, mediante la superación sucesiva por los aspirantes de las distintas fases que integren el proceso de selección. Dicho ingreso podrá efectuarse mediante el acceso a las categorías de Inspector y Policía, por el procedimiento de oposición libre, en los términos en que se determine reglamentariamente.
- 2. El proceso de selección responderá, además de a los principios constitucionales anteriormente señalados, a los establecidos a continuación: a) Publicidad de las convocatorias y de sus bases. b) Transparencia. c) Objetividad. d) Imparcialidad y profesionalidad de los miembros de los órganos de selección. e) Independencia y discrecionalidad técnica en la actuación de los órganos de selección. f) Adecuación entre el contenido de los procesos selectivos y las funciones o tareas a desarrollar.

### Requisitos
Para poder participar en los procesos selectivos, los aspirantes deberán reunir los siguientes requisitos:
- a) Tener la nacionalidad española.
- b) Tener cumplidos 18 años de edad y no exceder de la edad máxima de jubilación.
- c) No haber sido condenado por delito doloso, ni separado del servicio de la Administración General del Estado, de la administración autonómica, local o institucional, ni hallarse inhabilitado para el ejercicio de funciones públicas.
- d) No hallarse incluido en ninguna de las causas de exclusión física o psíquica que impidan o menoscaben la capacidad funcional u operativa necesaria para el desempeño de las tareas propias de la Policía Nacional. El catálogo de exclusiones médicas para el ingreso en la Policía Nacional se establecerá reglamentariamente.[4]
- e) Prestar compromiso, mediante declaración del solicitante, de portar armas y, en su caso, llegar a utilizarlas.

Además de los requisitos establecidos en el apartado anterior, será necesario estar en posesión de algunas de las licenciaturas universitarias oficiales en derecho, criminología, química, biología, medicina, psicología o ingeniería en sistemas de información.
En las convocatorias podrán exigir el cumplimiento de otros requisitos específicos que guarden relación objetiva con las funciones y las tareas a desempeñar. 
Reglamentariamente se establecerán los porcentajes de vacantes que serán reservadas para el ingreso por oposición libre a la categoría de Inspector.

### Pruebas
Para la promoción por antigüedad selectiva, establece:
- Calificación previa: Consistente en la aplicación del correspondiente baremo, exclusivamente a efectos de puntuación y sin carácter eliminatorio, cualquiera que fuese la puntuación alcanzada.
- Pruebas de aptitud: Que consistirán en la realización de los ejercicios que se determinen, dirigidos a comprobar la idoneidad del funcionario para el desempeño de las funciones correspondientes a la categoría a que se aspira.
- Cursos de capacitación de carácter selectivo: Formación profesional en general y formación específica según el área policial a la aspira el alumno.

Una vez realizadas las pruebas, el director general de la Policía nombrará a los aspirantes elegidos, Inspectores-alumnos, y tendrán que realizar dos cursos académicos en la Escuela de Policía de Ávila y superado ambos, un periodo de prácticas con una duración de 7 meses, siendo considerados funcionarios en prácticas durante es tiempo.

### Cursos
El primer curso irá dirigido a la formación profesional en general, mientras que el segundo curso, se centrará en la formación específica de los alumnos de cada área policial.
El tercer año de formación o periodo de prácticas tiene como objetivo que los futuros Inspectores conozcan las distintas unidades policiales y las funciones que desarrollarán en cada una de ellas una vez que juren el cargo de Inspector. 
Una vez que hayan aprobado los dos cursos selectivos y completado el periodo de prácticas, los alumnos serán nombrados Inspectores del Cuerpo Nacional de Policía por el Ministro del Interior.